# NBAライブ
NBAライブ（NBA Live）はEAスポーツから発売されているバスケットボールゲームシリーズの名称である。

## 歴史
EAにおけるNBAのゲームソフトは1990年のNBAプレーオフシリーズからであった。その後1995年からNBAライブシリーズがスタート。2010年は『NBAエリート』という名称に変更された。例年開幕前の10月に発売されている。2010年の発売中止以降、2013年にタイトルを『NBAライブ』に戻して4年ぶりに新作が発売されることが決定した。ライバルとしてはNBA 2Kシリーズがある。

## シリーズ

### NBA Playoffs
- 1990年：Lakers versus Celtics
- 1991年：Bulls versus Lakers
- 1992年：Team USA Basketball
- 1993年：Bulls versus Blazers
- 1994年：NBA Showdown 94

### NBA ライブ
- 1994年:NBA ライブ 95
  - カバープレイヤーは無し、パッケージ写真は1994年のNBAファイナル。
- 1995年:NBA ライブ 96
  - カバープレイヤーはシャキール・オニール。
- 1996年:NBA ライブ 97
  - カバープレイヤーはミッチ・リッチモンド。
- 1997年:NBA ライブ 98
  - カバープレイヤーはティム・ハーダウェイ。
- 1998年:NBA ライブ 99
  - カバープレイヤーはアントワン・ウォーカー。
- 1999年:NBA ライブ 2000
  - カバープレイヤーはティム・ダンカン、マイケル・ジョーダン。
- 2000年:NBA ライブ 2001
  - カバープレイヤーはケビン・ガーネット。
- 2001年:NBA ライブ 2002
  - カバープレイヤーはマイケル・ジョーダン。ジョーダンがプレー出来る唯一のNBA公認ゲームである。選手のカスタマイズなども行える。1950～1990年代のオールスター選手も実名で登場。
- 2002年:NBA ライブ 2003
  - カバープレイヤーはジェイソン・キッド。
- 2003年:NBA ライブ 2004
  - カバープレイヤーはヴィンス・カーター。
- 2004年:NBA ライブ 2005
  - カバープレイヤーはカーメロ・アンソニー。
- 2005年:NBA ライブ 06
  - カバープレイヤーは田臥勇太、ドウェイン・ウェイド。フリースタイルスーパースターと呼ばれるシステムを導入。プレイメーカー、シャープシューター、スコアラー、ハイフライヤー、パワー、ストッパーのタイプに応じたスーパープレーを使用できる。
- 2006年:NBA ライブ 07
  - カバープレイヤーはトレーシー・マグレディ。フリースタイルスーパースターが細分化され、試合中の切替も可能になった。フリースタイルスーパースターの種類はプレイメーカー、シューター、アウトサイドスコアラー、インサイドスコアラー、ハイフライヤー、パワー、アウトサイドストッパー、インサイドストッパーの8種類。また、フリースタイルスーパースターを持たない選手もX-FACTORにより一時的にフリースタイルスーパースターになることができる。
- 2007年:NBA ライブ 08
  - カバープレイヤーはギルバート・アリーナス。フリースタイルスーパースターを廃止。能力や状況に応じて自動的にスーパープレーが発動されるようになった。また、選手ごとにシュートのエリア別の得意不得意が設定された。FIBAバスケットボール世界選手権モードを新たに搭載した。
- 2008年:NBA ライブ 09
  - カバープレイヤーはトニー・パーカー。
- 2009年:NBA ライブ 10
  - カバープレイヤーはドワイト・ハワード。
- 2010年:NBA エリート 11
  - カバープレイヤーはケビン・デュラント。
- 2013年:NBA ライブ 14
  - カバープレイヤーはカイリー・アービング。
- 2014年:NBA ライブ 15
  - カバープレイヤーはデイミアン・リラード。
- 2015年:NBA ライブ 16
  - カバープレイヤーはラッセル・ウェストブルック。
- 2017年:NBA ライブ 18
  - カバープレイヤーはジェームス・ハーデン。
- 2018年:NBA ライブ 19
  - カバープレイヤーはジョエル・エンビード。